# غفار كندي
غفار كندي (بالفارسية: غفارکندی) هي مستوطنة تقع في قسم اجارود الغربي الريفي في إيران. يقدر عدد سكانها بـ 104 نسمة .